# Kamilė Nacickaitė

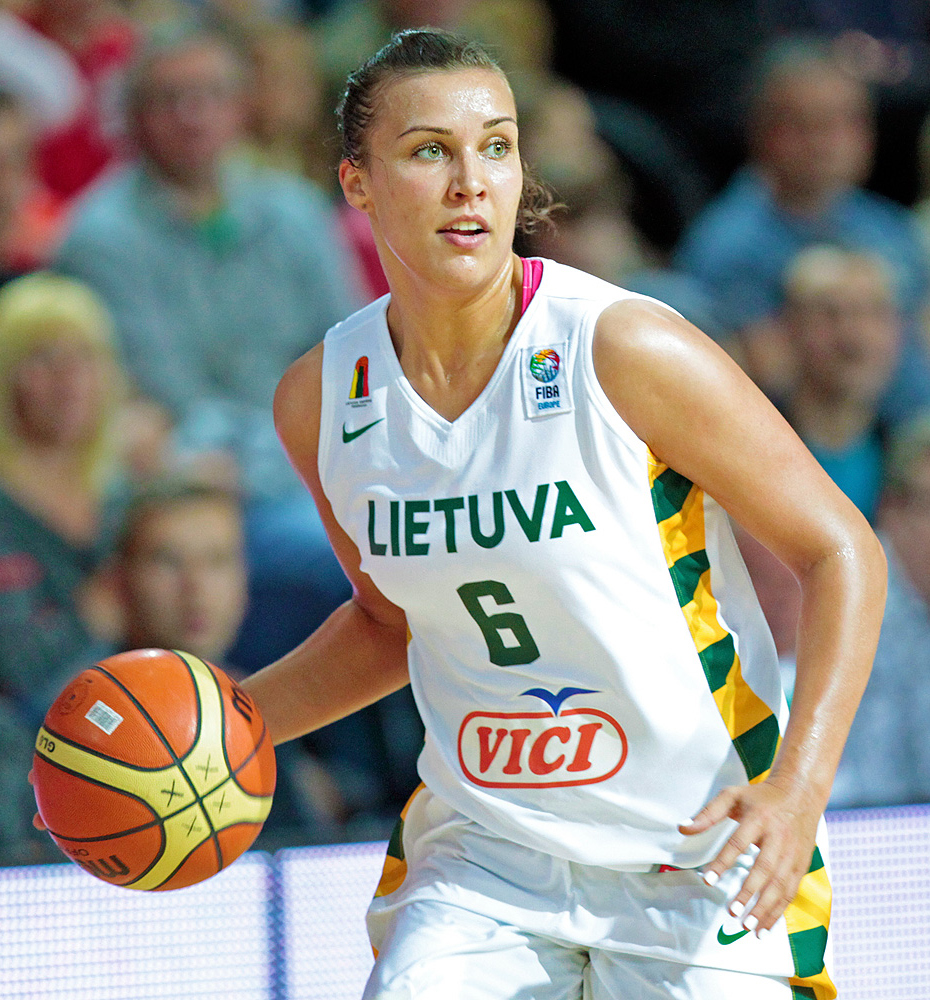

Kamilė Nacickaitė (ur. 28 grudnia 1989 w Szawlach) – litewska koszykarka występująca na pozycjach rzucającej lub niskiej skrzydłowej, obecnie zawodniczka Nesibe Aydın GSK.
27 listopada 2020 została zawodniczką CCC Polkowice.

## Osiągnięcia
Stan na 26 lutego 2022, na podstawie, o ile nie zaznaczono inaczej.
NCAA
- Uczestniczka turnieju NCAA (2009)
- Mistrzyni:
  - turnieju konferencji Colonial Athletic Association (2009)
  - sezonu regularnego CAA (2009)
- Zaliczona do:
  - I składu All-Colonial Athletic Association (2012)
  - II składu CAA (2011)
- Zawodniczka tygodnia CAA (6.10.2010)[3]

Drużynowe
- Wicemistrzyni Polski (2021)[4]
- Finalistka Pucharu Polski (2021)[5]
- Uczestniczka międzynarodowych rozgrywek:
  - Euroligi (2015/2016)
  - Eurocup (2014–2016)

Reprezentacja
- Uczestnik:
  - mistrzostw Europy:
    - 2013 – 13. miejsce, 2015 – 8. miejsce
    - U–20 (2008 – 8. miejsce, 2009 – 12. miejsce)

  - kwalifikacji do Eurobasketu (2011, 2013, 2015, 2017)